# Robin Johansson (e-sport)
Robin Johansson (alias Fifflaren), född 2 december 1987 i Grums, är en svensk före detta professionell Counter-Strike: Source- och Counter-Strike: Global Offensive-spelare som tidigare representerat organisationen Ninjas in Pyjamas.

## Karriär
Johansson började spela Counter-Strike när han var 15 år gammal och bytte senare till Counter-Strike: Source där han kom till att spela i Championship Gaming Series (CGS). I CGS 2007 spelade Johansson i laget Berlin Allianz där de hamnade på en delad tredje-fjärdeplats.
I samband med att Counter-Strike: Global Offensive (CS:GO) släpptes 2012 signerade Johansson tillsammans med Richard "Xizt" Landström, Adam "Friberg" Friberg, Patrik "f0rest" Lindberg och Christopher "GeT_RiGhT" Alesund för den svenska organisationen Ninjas in Pyjamas. Johansson vann i Ninjas in Pyjamas 87 raka kartor på LAN, vilket än idag (mars 2023) är rekord. I slutet av 2014 meddelade Ninjas in Pyjamas att Johansson lämnar laget med omedelbar verkan. Johansson hade sedan månader tillbaka problem med att prestera i matcher vilket ledde till att Johansson var tvungen att lämna på grund av hat. I samband med att Johansson lämnade Ninjas in Pyjamas meddelade han att han avslutade sin professionella Counter-Strike-karriär. Under sin tid i Ninjas in Pyjamas kom Johansson till att spela i tre Major-finaler och vinna en av dem, ESL One Cologne 2014.
Efter sin tid i Ninjas in Pyjamas har Johansson varit anställd på Twitch och medverkat som panelist under flera Counter-Strike: Global Offensive-turneringar.
I januari 2020 återförenades Johansson med sina före detta Ninjas in Pyjamas-lagkamrater Richard "Xizt" Landström, Patrik "f0rest" Lindberg, Christopher "GeT_RiGhT" Alesund och Adam "friberg" Friberg i rollen som tränare för laget Dignitas. I Dignitas axlade Johansson även rollen som General Manager. I maj 2022 lade Dignitas ner sitt Counter-Strike: Global Offensive-lag på herrsidan.